# Edwin Rosario
Pour les articles homonymes, voir Rosario (homonymie).
Edwin Rosario est un boxeur portoricain né le 15 mars 1963 Toa Baja (Porto Rico) et mort le 1er décembre 1997 dans la même ville.

## Carrière
Passé professionnel en 1979, il remporte le titre de champion du monde des poids légers WBC laissé vacant par Alexis Arguello en battant aux points José Luis Ramírez le 1er mai 1983 (Ramírez prendra sa revanche le 3 novembre 1984).
Le 26 septembre 1986, Rosario s'empare de la ceinture WBA aux dépens 
de Livingstone Bramble par KO dans le 2e reprise mais s'incline face à Julio César Chávez le 21 novembre 1987. Il remporte une seconde fois cette ceinture laissée rapidement vacante par Chavez en stoppant au 6e round Anthony Jones le 9 juillet 1989, ceinture qu'il perd dès le combat suivant face à Juan Nazario.
Le boxeur portoricain relève un dernier défi en passant dans la catégorie supérieure et devient champion du monde des super-légers WBA le 14 juin 1991 en battant au 2e round Loreto Garza. Il cèdera ce titre l'année suivante contre Akinobu Hiranaka.

## Distinctions
- Edwin Rosario est membre de l'International Boxing Hall of Fame depuis 2006.
- Ramirez - Rosario II est élu combat de l’année en 1984 par Ring Magazine.